# اگر من اهمیتی نمی‌دادم
اگر من اهمیتی نمی‌دادم (انگلیسی: If I Didn't Care) آهنگی است که توسط جک لارنس نوشته شده و در ابتدا توسط اینک اسپاتس با هنرمندی بیل کنی در سال ۱۹۳۹ ضبط شده‌است. ضبط اینک اسپاتس با بیش از ۱۹ میلیون نسخه فروخته شده به دهمین تک‌آهنگ پرفروش در تمام دوران تبدیل شد و آن را به یکی از کمتر از چهل تک آهنگ هم‌زمان تبدیل کرده‌است که ۱۰ میلیون نسخه (یا بیشتر) نسخه فیزیکی در سراسر جهان به فروش رسانده‌است. طبق گفته لارنس، او این آهنگ را قبل از نمایش آن برای برخی از دوستانش از طریق پست الکترونیکی ارسال کرده‌است. واکنش دوستان وی به این آهنگ تقریباً به اتفاق آرا منفی بود، اما او همچنان روی آن مثبت ماند و بعدها به یکی از بزرگترین موفقیت‌های وی تبدیل شد. این آهنگ به تالار مشاهیر گرمی اضافه شده و در فهرست آهنگ‌های قرن شماره ۲۷۱ قرار داشت. در سال ۲۰۱۸، ضبط «اینک اسپاتس» از آهنگ، برای فهرست ملی ضبط اصوات توسط کتابخانه کنگره به عنوان آهنگی که «از نظر فرهنگی، تاریخی یا هنری دارای اهمیت است.» ، انتخاب شد.